# Jimmy Garoppolo
James Richard „Jimmy“ Garoppolo (* 2. November 1991 in Arlington Heights, Illinois) ist ein US-amerikanischer American-Football-Spieler auf der Position des Quarterbacks. Er spielt zurzeit für die Los Angeles Rams in der National Football League (NFL). Zuvor stand er bei den New England Patriots, den San Francisco 49ers sowie den Las Vegas Raiders unter Vertrag und spielte College Football für die Footballmannschaft der Eastern Illinois University.

## Frühe Jahre und College

### Jugend
Garoppolo wuchs in Arlington Heights auf und besuchte dort die Rolling Meadows High School.
Seine Eltern stammen aus Italien.

### College
Garoppolo spielte von 2010 bis 2013 Football für die Panthers der Eastern Illinois University. In seinem ersten Jahr startete er in acht Spielen. Er erreichte 1.639 Yards und 14 Touchdowns und wurde unter Trainer Bob Spoo ins Ohio Valley Conference All-Newcomer Team gewählt. Er startete in allen weiteren Spielen für die Eastern Illinois und erreichte so 2.644 geworfene Yards und 20 Touchdowns 2011, 3.823 Yards und 31 Touchdowns 2012 und 5.050 Yards und 53 Touchdowns 2013, womit er den Schulrekord für vollständige Pässe brach, welcher vorher vom späteren Quarterback der Dallas Cowboys, Tony Romo, gehalten wurde.
Als Senior gewann er den Walter Payton Award, welcher an den herausragendsten Offensiv-Spieler der Division 1 Football Championship Subdivision verliehen wurde. Außerdem wurde er zum Männlichen Athlet des Jahres 2013–14 der Ohio Valley Conference gewählt.

## NFL

### New England Patriots
Garoppolo wurde beim NFL Draft 2014 in der zweiten Runde an Stelle 62 von den New England Patriots ausgewählt. Er war der höchstgedraftete Quarterback der New England Patriots seit dem NFL Draft 1993, als Drew Bledsoe an erster Stelle gewählt wurde.
Am 3. Juni 2014 unterzeichnete er einen Vierjahresvertrag mit den New England Patriots.
Garoppolo gab sein Debüt in der vierten Woche der Saison 2014. Er warf einen 13-Yards-Touchdown auf Tight End Rob Gronkowski und beendete das Spiel mit 6 vollständigen Pässen bei 7 Versuchen für 70 Yards.
In seiner ersten Saison spielte er in 6 Spielen, warf 19 vollständige Pässe bei 27 Versuchen und kam auf 182 geworfene Yards und einen Touchdown. Am Ende der Saison gewann er zusammen mit den New England Patriots den Super Bowl XLIX.
Zur Saison 2016 wurde er zum Starter ernannt, da der eigentliche Starting-Quarterback Tom Brady für die ersten vier Spiele gesperrt war. In Woche zwei verletzte sich Garoppolo jedoch im zweiten Quarter und schied dadurch für den Rest der Saison aus. Er blieb jedoch Mitglied des Teams und war damit Teil der Mannschaft, die den Super Bowl LI gewann.

### San Francisco 49ers
Am 30. Oktober 2017 tauschten die Patriots Garoppolo für einen Zweitrundenpick im NFL Draft 2018 zu den San Francisco 49ers. Garoppolo lief in Woche 12 der Saison 2017, beim Spiel gegen die Seattle Seahawks, erstmals für die 49ers auf. Es kam zu diesem unerwarteten Debüt, weil sich der eigentliche Quarterback, der Rookie C. J. Beathard, spät im letzten Viertel des Spiels verletzte. Garoppolo warf noch einen Touchdown, konnte die Niederlage aber nicht mehr verhindern. Ab Woche 13 der Saison wurde Jimmy Garoppolo als Starting-Quarterback von den 49ers eingesetzt. Die ersten sechs Spiele als Starter im Trikot der 49ers gewann er mit seinem Team.
Am 9. Februar 2018 unterschrieb er einen Vertrag über 5 Jahre und 137,5 Millionen Dollar, was damals der teuerste Vertrag pro Jahr war. Am 23. September 2018 riss Garoppolo sich im Spiel gegen die Kansas City Chiefs das Kreuzband und wurde auf die Injured Reserve List gesetzt. Ohne Garoppolo erreichten die 49ers nur einen 4-12 Rekord und verpassten die Playoffs deutlich.
In der Saison 2019 führte er die 49ers zu 13 Siegen und somit zum Erreichen der Play-offs als bestgesetzte Mannschaft der National Football Conference (NFC). Nach Siegen in der Divisional Round über die Minnesota Vikings (27:10) und im NFC Championship Game über die Green Bay Packers (37:20) erreichte er mit seiner Mannschaft den Einzug in den Super Bowl LIV. Dieser wurde jedoch mit 31:20 gegen die Kansas City Chiefs verloren.
In Woche 1 der Saison 2020 gegen die Arizona Cardinals warf Garoppolo für 259 Yards und zwei Touchdowns, jedoch verlor er mit seinem Team mit 20:24. In der nächsten Woche gegen die New York Jets wurde er nach der ersten Halbzeit verletzungsbedingt für Nick Mullens ausgewechselt, nachdem er für 131 Yards und zwei Touchdowns geworfen hatte. Er kehrte nach zweiwöchiger Pause gegen die Miami Dolphins zurück, wurde jedoch nach einer schwachen ersten Hälfte (7 von 17 Pässen für 77 Yards angebracht sowie 2 Interceptions) für C. J. Beathard ausgewechselt. Beim Spiel in Woche 6 gegen die Los Angeles Rams, einem Rivalen aus der NFC West, durfte er wieder starten. Beim 24:16-Sieg warf er für 268 Yards und drei Touchdowns. In Woche 7 spielte Garoppolo das erste Mal gegen sein ehemaliges Team, die New England Patriots, und gewann deutlich mit 33:6. Er selbst warf für 278 Yards und zwei Interceptions. Die Woche darauf spielte er gegen die Seattle Seahawks. Er wurde wieder verletzt ausgewechselt, nachdem er für 84 Yards und eine Interception geworfen hatte, und diesmal durch Nick Mullens ersetzt. Am 5. November wurde er auf die Injured Reserve List gesetzt und kam in der Saison nicht mehr zum Einsatz.
Vor der Saison 2021 entschieden sich die 49ers nach dem Tausch dreier Erstrundenpicks für das dritte Auswahlrecht im NFL Draft 2021, Quarterback Trey Lance zu draften. Trotzdem blieb Garoppolo der Starter in der Saison, bis er sich in Woche 4 gegen die Seattle Seahawks verletzte und das folgende Spiel gegen die Arizona Cardinals verpasste. Dennoch wurde er nach seiner Verletzungspause wieder zum Starting-Quarterback ernannt. Er blieb dies auch die restliche Saison, nur das Spiel in Woche 17 gegen die Houston Texans verpasste er verletzungsbedingt. Mit den 49ers konnte er dank eines 27:24-Sieges am letzten Spieltag gegen die Los Angeles Rams die Playoffs erreichen. Nach Siegen gegen die Dallas Cowboys und Green Bay Packers, erreichte er nach 2019 sein zweites NFC Championship Game. Dort traf man auf die Los Angeles Rams und verlor dort mit 17:20. Im letzten offensiven Spielzug der 49ers warf Garoppolo eine Interception und besiegelte damit die Niederlage.
Vor der Saison 2022 wurde Trey Lance zum Starting-Quarterback der San Francisco 49ers ernannt. Dieser verletzte sich jedoch am zweiten Spieltag im ersten Viertel des Spiels gegen die Seattle Seahawks am rechten Knöchel und fiel für den Rest der Saison aus. Daher bestritt Garoppolo den Rest des Spiels und führte die 49ers zu einem deutlichen 27:7-Sieg. In den nächsten zehn Spielen trat er wieder als Starting-Quarterback an. Im Spiel gegen die Miami Dolphins am 13. Spieltag zog sich Garoppolo eine Fußverletzung zu und fiel ebenfalls für den Rest der Saison einschließlich der Playoffs aus. Er wurde durch den Rookie-Quarterback Brock Purdy ersetzt, zudem wurde Josh Johnson als Ersatzquarterback verpflichtet. Bis zu seiner Verletzung warf Garoppolo für 2.437 Yards, 16 Touchdowns und vier Interceptions, mit einer Bilanz von 13 Siegen bei vier Niederlagen am Ende der Regular Season erreichten die 49ers die Play-offs. Nachdem sich im NFC Championship Game auch die verbliebenen Quarterbacks Purdy und Johnson verletzten, unterlag das Team den Philadelphia Eagles mit 7:31. Anschließend gab der 49ers-Head Coach Kyle Shanahan bekannt, Trey Lance und Brock Purdy trotz der schweren Verletzungen als Quarterbacks für die nächste Saison vorbereiten zu wollen. Der auslaufende Vertrag mit Jimmy Garoppolo sollte nicht verlängert werden.

### Las Vegas Raiders
Im März 2023 unterschrieb Garoppolo einen Dreijahresvertrag im Wert von 72,75 Millionen US-Dollar bei den Las Vegas Raiders. Dort folgte er Derek Carr nach und spielte unter Head Coach Josh McDaniels, mit dem er bereits in dessen Zeit als Offensive Coordinator bei den Patriots zusammengearbeitet hatte. Er ging als Starter der Raiders in die Saison, wurde aber nach schwachen Leistungen und infolge der Entlassung von Head Coach McDaniels von dem neuen Trainerstab um Antonio Pierce zugunsten von Rookie Aidan O’Connell auf die Bank versetzt. Garoppolo warf sieben Touchdownpässe bei neun Interceptions. Im Februar 2024 wurde Garoppolo für zwei Spiele gesperrt, weil er gegen die Richtlinie zur Einnahme leistungssteigernder Substanzen verstoßen hatte. Am 13. März 2024 entließen die Raiders Garoppolo, zuvor hatten sie bereits mit Gardner Minshew einen neuen Quarterback verpflichtet.

### Los Angeles Rams
Am 19. März 2024 einigte Garoppolo sich mit den Los Angeles Rams auf einen Einjahresvertrag.

## NFL-Statistiken

### Regular Season
| Saison                             | Team   | Spiele | Spiele      | Passing   | Passing | Passing | Passing | Passing | Passing | Rushing | Rushing | Rushing | Rushing |
| Saison                             | Team   | Spiele | als Starter | Comp-Att  | Comp%   | Yards   | TD      | INT     | QB Rtg  | Att     | Yds     | Avg     | TD      |
| ---------------------------------- | ------ | ------ | ----------- | --------- | ------- | ------- | ------- | ------- | ------- | ------- | ------- | ------- | ------- |
| 2014                               | NE     | 6      | 0           | 19–27     | 70,4    | 182     | 1       | 0       | 101,2   | 10      | 9       | 0,9     | 0       |
| 2015                               | NE     | 5      | 0           | 1–4       | 25,0    | 6       | 0       | 0       | 39,6    | 5       | −5      | −1      | 0       |
| 2016                               | NE     | 6      | 2           | 43–63     | 68,3    | 502     | 4       | 0       | 113,3   | 10      | 6       | 0,6     | 0       |
| 2017                               | SF     | 6      | 5           | 120–178   | 67,4    | 1.560   | 7       | 5       | 96,2    | 15      | 11      | 0,7     | 1       |
| 2018                               | SF     | 3      | 3           | 53–89     | 59,6    | 718     | 5       | 3       | 90,0    | 8       | 33      | 4,1     | 0       |
| 2019                               | SF     | 16     | 16          | 329–476   | 69,1    | 3.978   | 27      | 13      | 102,0   | 46      | 62      | 1,3     | 1       |
| 2020                               | SF     | 6      | 6           | 94–140    | 67,1    | 1.096   | 7       | 5       | 92,4    | 10      | 25      | 2,5     | 0       |
| 2021                               | SF     | 15     | 15          | 301–441   | 68,3    | 3.810   | 20      | 12      | 98,7    | 38      | 51      | 1,3     | 3       |
| 2022                               | SF     | 11     | 10          | 207–308   | 67,2    | 2.437   | 16      | 4       | 103,0   | 23      | 33      | 1,4     | 2       |
| 2023                               | LV     | 7      | 6           | 110–169   | 65,1    | 1.205   | 7       | 9       | 77,7    | 20      | 39      | 2,0     | 0       |
| 2024                               | LAR    | 1      | 1           | 27–41     | 65,9    | 334     | 2       | 1       | 97,0    | 2       | 5       | 2,5     | 0       |
| Gesamt                             | Gesamt | 82     | 64          | 1304–1936 | 67,4    | 15.828  | 96      | 52      | 97,6    | 187     | 269     | 1,4     | 7       |
| Quelle: pro-football-reference.com |        |        |             |           |         |         |         |         |         |         |         |         |         |

### Play-offs
| Saison                             | Team   | Spiele       | Spiele       | Passing      | Passing      | Passing      | Passing      | Passing      | Passing      | Rushing      | Rushing      | Rushing      | Rushing      |
| Saison                             | Team   | Spiele       | als Starter  | Comp-Att     | Comp%        | Yards        | TD           | INT          | QB Rtg       | Att          | Yds          | Avg          | TD           |
| ---------------------------------- | ------ | ------------ | ------------ | ------------ | ------------ | ------------ | ------------ | ------------ | ------------ | ------------ | ------------ | ------------ | ------------ |
| 2014                               | NE     | 1            | 0            | 0            | 0,0          | 0            | 0            | 0            | 0            | 0            | 0            | 0,0          | 0            |
| 2015                               | NE     | ohne Einsatz | ohne Einsatz | ohne Einsatz | ohne Einsatz | ohne Einsatz | ohne Einsatz | ohne Einsatz | ohne Einsatz | ohne Einsatz | ohne Einsatz | ohne Einsatz | ohne Einsatz |
| 2016                               | NE     | ohne Einsatz | ohne Einsatz | ohne Einsatz | ohne Einsatz | ohne Einsatz | ohne Einsatz | ohne Einsatz | ohne Einsatz | ohne Einsatz | ohne Einsatz | ohne Einsatz | ohne Einsatz |
| 2019                               | SF     | 3            | 3            | 37–58        | 63,8         | 427          | 2            | 3            | 75,9         | 10           | 1            | 0,1          | 0            |
| 2021                               | SF     | 3            | 3            | 43–74        | 58,1         | 535          | 2            | 3            | 72,7         | 2            | 5            | 2,5          | 0            |
| 2022                               | SF     | ohne Einsatz | ohne Einsatz | ohne Einsatz | ohne Einsatz | ohne Einsatz | ohne Einsatz | ohne Einsatz | ohne Einsatz | ohne Einsatz | ohne Einsatz | ohne Einsatz | ohne Einsatz |
| Gesamt                             | Gesamt | 7            | 6            | 80–132       | 60,6         | 962          | 4            | 6            | 74,1         | 12           | 6            | 0,5          | 0            |
| Quelle: pro-football-reference.com |        |              |              |              |              |              |              |              |              |              |              |              |              |